# Mysterious
〈Mysterious〉는 Naifu의 2번째 싱글이다.

## 개요
리드보컬은 작사가와 같다. 이후 모든 싱글에서 이 경향이 이어졌다.

## 수록곡
1. Mysterious
  - 작사: 코진 나오키, 작곡 · 편곡: 모리시타 시온
2. I'm still on my way
  - 작사: 야마구치 아츠시, 작곡 · 편곡: 모리시타 시온

## 녹음 참가
- 우토쿠 케이코 - 코러스

## 타이업
- 요미우리 TV계 TV 애니메이션 《명탐정 코난》 여는 곡 (#1)
- DOME TV 광고 음악 (#2)

| TV 애니메이션 《명탐정 코난》 여는 곡 2008년 10월 20일 (515화) ~ 2008년 12월 22일 (520화) |                      |                                 |
| 이전 곡: 쿠라키 마이 〈1초마다 Love for you〉                                             | Naifu 〈Mysterious〉 | 다음 곡: 쿠라키 마이 〈Revive〉 |